# كتلة بلانك

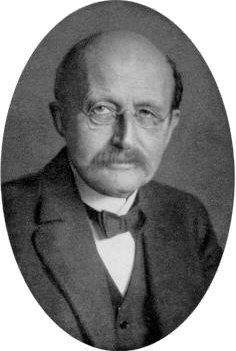

في الفيزياء كتلة بلانك mP (بالإنجليزي : Planck mass )هي وحدة الكتلة في نظام الوحدات الطبيعية المعروفة بوحدات بلانك , تعرف بــ :
{\displaystyle m_{P}={\sqrt {\frac {\hbar c}{G}}}}
وتساوي حسابيا1.2209×1019 مقاسة بوحدات GeV/c2
وتساوي تقريبا 21.7644 مايكرو جرام أو 2.17644(11)×10−8 كيلو جرام
حيث:
c سرعة الضوء
G ثابت الجذب العام
ħ انخفاض ثابت بلانك , غالبا مايستخدم انخفاض كتلة بلانك في فيزياء الجسيمات و فيزياءالكون
{\displaystyle {\sqrt {\frac {\hbar {}c}{8\pi G}}}} ≈ 4.340×10−6 g = 2.43 × 1018 إلكترون فولت/c2.

## أهميتها
كتلة بلانك هي كتلة الجسيمات التي يتساوى فيها نصف قطر الثقب الأسود-نصف قطر شفارتزشيلد-مع طول بلانك , و خلافا لجميع وحدات بلانك الأساسية والوحدات المشتقة تعتبركتلة بلانك أصغر قياس في تاريخ البشرية ويساوي تقريبا حجمها بحجم بيضة البرغوث , ويعتقد أن
كتلة بلانك كتلة مثالية لها أهمية خاصة في ثابت الجذب الكمي في النسبية العامة وأساسيات الفيزياء الكمية لوصف الميكانيكا .

## الاشتقاقات

### تحليل الأبعاد
يمكن استخلاص صيغة كتلة بلانك بواسطة تحليل الأبعاد . في هذه الطريقة يتم البدء بثلاث ثوابت فيزيائية ħ, c, و G وجمعهم
{\displaystyle m_{P}=c^{n_{1}}G^{n_{2}}\hbar ^{n_{3}},}
حيث n1,n2,n3 ثوابت تحدد بمطابقة الجانبين , يستخدم L رمز للطول , T الزمن, M الكتلة , "[x]" أبعاد للكميات الفيزيائية x فتكون :
{\displaystyle [c]=LT^{-1}\ }
{\displaystyle [G]=M^{-1}L^{3}T^{-2}\ }
{\displaystyle [\hbar ]=M^{1}L^{2}T^{-1}\ }.
ولذلك
{\displaystyle [c^{n_{1}}G^{n_{2}}\hbar ^{n_{3}}]=M^{-n_{2}+n_{3}}L^{n_{1}+3n_{2}+2n_{3}}T^{-n_{1}-2n_{2}-n_{3}}}
إذا كنا نريد أبعاد الكتلة , نربط بين المعادلات التالية
{\displaystyle -n_{2}+n_{3}=1\ }
{\displaystyle n_{1}+3n_{2}+2n_{3}=0\ }
{\displaystyle -n_{1}-2n_{2}-n_{3}=0\ }.
الحل لهذا النظام هو
{\displaystyle n_{1}=1/2,n_{2}=-1/2,n_{3}=1/2.\ }
وبالتالي, فإن كتلة بلانك
{\displaystyle m_{P}=c^{1/2}G^{-1/2}\hbar ^{1/2}={\sqrt {\frac {c\hbar }{G}}}.}

### استبعاد ثابت الربط
الطاقةالمحتملة بين كتلتين يفصل بينهما مسافة r تساوي طاقة الفوتون أو طاقة الجذب , أوتكافئ
{\displaystyle E={\frac {Gm_{p}^{2}}{r}}={\frac {\hbar c}{r}}}
وباختصار نصف القطر من الطرفين
{\displaystyle Gm_{p}^{2}=\hbar c}
وبأخذ الجذر التربيعي للحصول على الكتلة
{\displaystyle m_{p}={\sqrt {\frac {\hbar c}{G}}}}

### الطول الموجي لكومتون و نصف قطر شفارتزشيلد
يمكن الحصول على كتلة بلانك من الطول الموجي لكومتون-تشتت مقياس الطول عند ظهور الأثر الكمي-و نصف قطر شفارتزشيلد, حيث أن طول كومتون الموجي يعطى بالعلاقة
{\displaystyle \lambda _{c}={\frac {h}{mc}}}
و نصف قطر شفارتزشيلد هو
{\displaystyle r_{s}={\frac {2Gm}{c^{2}}}}
وبالمساواة بينهما نحصل على
{\displaystyle m={\sqrt {\frac {hc}{2G}}}={\sqrt {\frac {\pi c\hbar }{G}}}}
حيث أن {\displaystyle h=2\pi \hbar }.

## وصلات خارجية
- The NIST Reference on Constants, Units, and Uncertainty